# Wereldkampioenschappen kunstschaatsen 1931
De Wereldkampioenschappen kunstschaatsen 1931 werden gevormd door drie toernooien die door de Internationale Schaatsunie werden georganiseerd.
Voor de mannen was het de 29e editie, voor de vrouwen de negentiende editie en voor de paren de zeventiende editie. De toernooien vonden plaats op 28 februari en 1 maart in Berlijn, Duitsland. Berlijn was voor de zesde keer gaststad voor een WK toernooi. Duitsland voor de zevende keer het gastland, in 1906 was München gaststad. Het was voor het tweede opeenvolgende jaar dat de drie kampioenschappen tegelijkertijd in een gaststad plaatsvonden, de eerste keer dat dit in Europa plaatsvond.

## Deelname
Er namen deelnemers uit tien landen deel aan deze kampioenschappen. Zij vulden een recordaantal van 31 startplaatsen in. België werd voor de derde keer vertegenwoordigd op een WK toernooi, Yvonne De Ligne-Geurts nam voor de tweede keer deel in het vrouwentoernooi. 
(Tussen haakjes het totaal aantal startplaatsen in de drie toernooien.)
| Oostenrijk (7) Weimarrepubliek (6) Noorwegen (4) Verenigde Staten (4) Hongarije (3) | Tsjecho-Slowakije (3) België (1) Finland (1) Frankrijk (1) Zweden (1) |

## Medailleverdeling
Bij de mannen prolongeerde Karl Schäfer de wereldtitel. Het was zijn vijfde medaille, in 1927 werd hij derde en in 1928 en 1929 tweede. Roger Turner behaalde net als in 1930 de zilveren medaille, het was zijn tweede medaille. Debutant Ernst Baier legde beslag op de bronzen medaille.
Bij de vrouwen prolongeerde Sonja Henie de wereldtitel, het was haar vijfde titel op rij. Ze evenaarde hiermee de prestaties van Herma Szabo (1922-1926) bij de vrouwen en Ulrich Salchow (1901-1905) bij de mannen. Debutante Hilde Holovsky veroverde de zilveren medaille. Haar landgenote Fritzi Burger veroverde met de bronzen medaille haar derde medaille, in 1928 won ze ook brons, in 1929 zilver.
Bij de paren veroverden Rotter / Szollás als negende paar en het eerste Hongaarse paar de wereldtitel. Het was de achtste wereldtitel voor Hongarije in het WK kunstschaatsen, van 1908 tot en met 1914 veroverden Lily Kronberger (4x) en Opika von Méray Horváth (3x) zeven jaar opeenvolgend de wereldtitel bij de vrouwen. Hun landgenoten Orgonista / Szalay behaalden met de zilveren medaille hun tweede medaille, in 1929 behaalden ze de bronzen medaille. Het debuterende paar Papez / Zwack veroverden brons.
| Discipline | Goud                           | Zilver                         | Brons                  |
| ---------- | ------------------------------ | ------------------------------ | ---------------------- |
| Mannen     | Karl Schäfer                   | Roger Turner                   | Ernst Baier            |
| Vrouwen    | Sonja Henie                    | Hilde Holovsky                 | Fritzi Burger          |
| Paren      | Emília Rotter / László Szollás | Olga Orgonista / Sándor Szalay | Idi Papez / Karl Zwack |

## Uitslagen
pc = plaatsingcijfer
| #      | naam (deelname)       | land                                          | pc |
| ------ | --------------------- | --------------------------------------------- | -- |
| Goud   | Karl Schäfer (5)      | Vlag van Oostenrijk                           | 8  |
| Zilver | Roger Turner (3)      | Vlag van Verenigde Staten (1912-1959)         | 26 |
| Brons  | Ernst Baier           | Vlag van Duitsland tijdens de Weimarrepubliek | 33 |
| 4      | Hugo Distler (3)      | Vlag van Oostenrijk                           | 33 |
| 5      | Leopold Maier-Labergo | Vlag van Duitsland tijdens de Weimarrepubliek | 41 |
| 6      | Marcell Vadas         | Vlag van Hongarije (1915-1918, 1919-1946)     | 46 |
| 7      | Markus Nikkanen (2)   | Vlag van Finland (1918-1978)                  | 48 |
| 8      | Herbert Haertel (3)   | Vlag van Duitsland tijdens de Weimarrepubliek | 55 |
| 9      | Pierre Brunet (5)     | Vlag van Frankrijk                            | 59 |
| 10     | Rudolf Praznowsky     | Vlag van Tsjecho-Slowakije                    | 60 |
| 11     | George Hill           | Vlag van Verenigde Staten (1912-1959)         | 76 |
| 12     | Josef Slíva (3)       | Vlag van Tsjecho-Slowakije                    | 73 |
| 13     | Theo Lass             | Vlag van Duitsland tijdens de Weimarrepubliek | 79 |

| #      | naam (deelname)            | land                                  | pc |
| ------ | -------------------------- | ------------------------------------- | -- |
| Goud   | Sonja Henie (7)            | Vlag van Noorwegen                    | 8  |
| Zilver | Hilde Holovsky             | Vlag van Oostenrijk                   | 17 |
| Brons  | Fritzi Burger (3)          | Vlag van Oostenrijk                   | 21 |
| 4      | Maribel Vinson (3)         | Vlag van Verenigde Staten (1912-1959) | 26 |
| 5      | Vivi-Anne Hultén           | Vlag van Zweden                       | 35 |
| 6      | Edel Randem                | Vlag van Noorwegen                    | 47 |
| 7      | Nanna Edegius              | Vlag van Noorwegen                    | 48 |
| 8      | Yvonne De Ligne-Geurts (2) | Vlag van België                       | 50 |
| 9      | Randi Gulliksen            | Vlag van Noorwegen                    | 63 |

| Negen paren uit vijf landen namen dit jaar deel aan het WK. Van de acht paren die in 1930 deelnamen verscheen er dit jaar niet een aan de start. Van 1925-1929 namen Lilly Gaillard-Scholz en Otto Kaiser vijf jaar als paar deel, dit jaar kwamen ze beide voor de enige keer met een nieuwe partner op de ijsvloer uit. Als paar namen Maribel Vinson / George Hill voor het eerst deel, Maribel Vinson nam in 1928 en 1930 individueel deel. Elisabeth Bockel, nam in 1925 en 1926 deel bij de vrouwen, nu nam ze voor de enige keer deel bij de paren. \| # \| naam (deelname) \| land \| pc \| \| ------ \| -------------------------------------- \| ----------------------------------------- \| ---- \| \| Goud \| Emília Rotter (2) László Szollás (2) \| Vlag van Hongarije (1915-1918, 1919-1946) \| 13.5 \| \| Zilver \| Olga Orgonista (2) Sándor Szalay (2) \| Vlag van Hongarije (1915-1918, 1919-1946) \| 14.5 \| \| Brons \| Idi Papez Karl Zwack \| Vlag van Oostenrijk \| 23.5 \| \| 4 \| Lilly Gaillard-Scholz (6) Willi Petter \| Vlag van Oostenrijk \| 27.5 \| \| 5 \| Maribel Vinson (3) George Hill \| Vlag van Verenigde Staten (1912-1959) \| 39 \| \| 6 \| Ele Hoppe (5) Oscar Hoppe (5) \| Vlag van Tsjechië \| 39 \| \| 7 \| Ilse Gaste Ernst Gaste \| Vlag van Duitsland \| 45 \| \| 8 \| Hansi Kast Otto Kaiser (6) \| Vlag van Oostenrijk \| 50 \| \| 9 \| Elisabet Bockel (3) Otto Hayek \| Vlag van Duitsland \| 63 \| |                                        |                                           |      |
| # | naam (deelname)                        | land                                      | pc   |
| Goud | Emília Rotter (2) László Szollás (2)   | Vlag van Hongarije (1915-1918, 1919-1946) | 13.5 |
| Zilver | Olga Orgonista (2) Sándor Szalay (2)   | Vlag van Hongarije (1915-1918, 1919-1946) | 14.5 |
| Brons | Idi Papez Karl Zwack                   | Vlag van Oostenrijk                       | 23.5 |
| 4 | Lilly Gaillard-Scholz (6) Willi Petter | Vlag van Oostenrijk                       | 27.5 |
| 5 | Maribel Vinson (3) George Hill         | Vlag van Verenigde Staten (1912-1959)     | 39   |
| 6 | Ele Hoppe (5) Oscar Hoppe (5)          | Vlag van Tsjechië                         | 39   |
| 7 | Ilse Gaste Ernst Gaste                 | Vlag van Duitsland                        | 45   |
| 8 | Hansi Kast Otto Kaiser (6)             | Vlag van Oostenrijk                       | 50   |
| 9 | Elisabet Bockel (3) Otto Hayek         | Vlag van Duitsland                        | 63   |

Medaillewinnaars

Mannen · 
Vrouwen ·
Paren · 
IJsdansen

 Toernooi

1896 · 
1897 · 
1898 · 
1899 · 
1900 · 
1901 · 
1902 · 
1903 · 
1904 · 
1905 · 
1906 · 
1907 · 
1908 · 
1909 · 
1910 · 
1911 · 
1912 · 
1913 · 
1914 · 
1915-1921 · 
1922 · 
1923 · 
1924 · 
1925 · 
1926 · 
1927 · 
1928 · 
1929 · 
1930 · 
1931 · 
1932 · 
1933 · 
1934 · 
1935 · 
1936 · 
1937 · 
1938 · 
1939 ·
1940-1946 · 
1947 · 
1948 · 
1949 · 
1950 · 
1951 · 
1952 · 
1953 · 
1954 · 
1955 · 
1956 · 
1957 · 
1958 · 
1959 · 
1960 · 
1961 · 
1962 · 
1963 · 
1964 · 
1965 · 
1966 · 
1967 · 
1968 · 
1969 · 
1970 · 
1971 · 
1972 · 
1973 · 
1974 · 
1975 · 
1976 · 
1977 · 
1978 · 
1979 · 
1980 · 
1981 · 
1982 · 
1983 · 
1984 · 
1985 · 
1986 · 
1987 · 
1988 · 
1989 · 
1990 · 
1991 · 
1992 · 
1993 · 
1994 · 
1995 ·
1996 · 
1997 · 
1998 · 
1999 · 
2000 · 
2001 · 
2002 · 
2003 · 
2004 · 
2005 · 
2006 ·
2007 ·
2008 ·
2009 ·
2010 ·
2011 ·
2012 ·
2013 ·
2014 ·
2015 ·
2016 ·
2017 ·
2018 ·
2019 · 
2020 · 
2021 ·
2022 ·
2023 ·
2024

 ISU-kampioenschappen

WK kunstschaatsen junioren ·
EK kunstschaatsen ·
Viercontinentenkampioenschap ·
Olympische Spelen